# NGC 1612
NGC 1612 (również PGC 15507) – galaktyka spiralna (S0-a), znajdująca się w gwiazdozbiorze Erydanu. Odkrył ją Édouard Jean-Marie Stephan 21 grudnia 1881 roku.
W galaktyce tej zaobserwowano supernową SN 2000fm.